# USS Burden R. Hastings (DE-19)
USS Burden R. Hastings (DE-19) là một tàu hộ tống khu trục lớp Evarts được Hải quân Hoa Kỳ chế tạo trong Chiến tranh Thế giới thứ hai. Nó là chiếc tàu chiến duy nhất của Hải quân Mỹ được đặt theo tên Trung úy Hải quân Burden R. Hastings (1910-1941), phi công chỉ huy Liên đội Tuần tiễu VP-101, đã tử trận tại Philippines và được truy tặng Huân chương Chữ thập Hải quân. Nó đã phục vụ cho đến khi chiến tranh kết thúc, xuất biên chế vào ngày 25 tháng 10 năm 1945 và xóa đăng bạ vào ngày 13 tháng 11 năm 1945. Con tàu bị bán để tháo dỡ vào ngày 1 tháng 2 năm 1946. Burden R. Hastings được tặng thưởng bốn Ngôi sao Chiến trận do thành tích phục vụ trong Thế Chiến II.

## Thiết kế và chế tạo
Những chiếc thuộc lớp tàu khu trục Evarts có chiều dài chung 289 ft 5 in (88,21 m), mạn tàu rộng 35 ft 1 in (10,69 m) và độ sâu mớn nước khi đầy tải là 8 ft 3 in (2,51 m). Chúng có trọng lượng choán nước tiêu chuẩn 1.140 tấn Anh (1.160 t); và lên đến 1.430 tấn Anh (1.450 t) khi đầy tải. Hệ thống động lực bao gồm bốn động cơ diesel General Motors Kiểu 16-278A nối với bốn máy phát điện để vận hành hai trục chân vịt; công suất 6.000 hp (4.500 kW) cho phép đạt được tốc độ tối đa 21 kn (24 mph; 39 km/h), và có dự trữ hành trình 4.150 nmi (4.780 mi; 7.690 km) khi di chuyển ở vận tốc đường trường 12 kn (14 mph; 22 km/h).
Vũ khí trang bị bao gồm ba pháo 3 in (76 mm)/50 cal trên tháp pháo nòng đơn có thể đối hạm hoặc phòng không, một khẩu đội 1,1 inch/75 caliber bốn nòng và chín pháo phòng không Oerlikon 20 mm. Vũ khí chống ngầm bao gồm một dàn súng cối chống tàu ngầm Hedgehog Mk. 10 (có 24 nòng và mang theo 144 quả đạn); hai đường ray Mk. 9 và tám máy phóng K3 Mk. 6 để thả mìn sâu.
Nguyên được dự định chuyển giao cho Hải quân Hoàng gia Anh, Burden R. Hastings được đặt lườn như là chiếc HMS Duckworth (BDE-19) tại Xưởng hải quân Mare Island, ở Vallejo, California vào ngày 15 tháng 4 năm 1942. Nó được hạ thủy vào ngày 20 tháng 11 năm 1942, và được đỡ đầu bởi bà James J. Lyons. Tuy nhiên kế hoạch chuyển giao bị hủy bỏ, nên con tàu quay trở lại sở hữu của Hoa Kỳ, xếp lại lớp thành DE-19 vào ngày 25 tháng 1 năm 1943 và đổi tên thành Burden R. Hastings vào ngày 19 tháng 2 năm 1943. Nó nhập biên chế cùng Hải quân Hoa Kỳ vào ngày 1 tháng 5 năm 1943 dưới quyền chỉ huy của Hạm trưởng, Thiếu tá Hải quân P. A. Walker.

## Lịch sử hoạt động

### 1943
Vào tháng 7, 1943, Burden R. Hastings thực hiện một chuyến đi nhanh giữa vùng bờ biển California và Trân Châu Cảng, rồi quay trở về. Sang tháng 8, nó lại đi sang Trân Châu Cảng rồi tiếp tục hành trình đến đảo Baker để hoạt động tuần tra và hộ tống. Nó đi đến ngoài khơi Tarawa thuộc quần đảo Gilbert vào ngày 12 tháng 11, tiến hành bắn phá chuẩn bị xuống các vị trí của Nhật Bản cho đến ngày 20 tháng 11, khi diễn ra cuộc đổ bộ. Con tàu tiếp tục ở lại khu vực hỗ trợ cho cuộc chiếm đóng cho đến ngày 23 tháng 11, rồi đi đến căn cứ tiền phương mới được thiết lập tại Funafuti thuộc quần đảo Ellice. Trong thời gian còn lại của năm 1943, nó hộ tống hai đoàn tàu vận tải đi Tarawa và một chuyến đi đến Nouméa, New Caledonia, trước khi quay về Trân Châu Cảng, đến nơi vào ngày 8 tháng 1, 1944.

### 1944
Burden R. Hastings khởi hành từ Trân Châu Cảng vào ngày 28 tháng 1, 1944 để đi sang khu vực quần đảo Marshall, nơi nó phục vụ cho cuộc tấn công đổ bộ lên Kwajalein trong các ngày 5 và 6 tháng 2. Quay trở lại Trân Châu Cảng vào ngày 13 tháng 2, nó hoạt động tại khu vực phụ cận Oahu cho đến ngày 29 tháng 2, và một lần nữa đi sang khu vực quần đảo Marshall tham gia vào chiến dịch bắn phá Palau-Yap-Ulithi-Woleai từ ngày 30 tháng 3 đến ngày 1 tháng 4. Phần lớn thời gian còn lại trong Thế Chiến II được nó dành cho vai trò hộ tống vận tải, canh phòng máy bay, và tham gia vào nhiều đội tìm-diệt tàu ngầm tại các khu vực Marshall, Gilbert và phía Tây quần đảo Caroline.

#### Đánh chìm tàu ngầm NhậtRO-44
Rời Majuro vào ngày 13 tháng 6, Burden R. Hastings độc lập quay trở về Trân Châu Cảng ngang qua Eniwetok. Lúc 02 giờ 50 phút ngày 16 tháng 6, radar SL phát hiện một vật thể nổi trên mặt biển ở cách 10 nmi (19 km) và không trả lời truy vấn của hệ thống nhận dạng bạn thù (IFF: Identification Friend or Foe). Kích thước tín hiệu trên radar cho thấy đây có thể là một tàu ngầm hay một tàu nổi nhỏ, nên hạm trưởng quyết định tiếp cận đến khoảng cách 5.000 yd (4.600 m) để xác định đối tượng nghi vấn bằng mắt thường; mục tiêu đang di chuyển với vận tốc 18 hải lý trên giờ (33 km/h; 21 mph), nên chiếc tàu hộ tống tăng tốc lên 19,5 kn (36,1 km/h) để rút ngắn khoảng cách đồng thời bước vào báo động tác chiến. Đến 03 giờ 37 phút, Burden R. Hastings đánh tín hiệu qua đèn Aldis thêm ba lần nữa nhưng không được trả lời; nó bắn bốn quả đạn pháo sáng nhằm chiếu sáng đối tượng, nhưng sau quả thứ hai tín hiệu biến mất trên màn hình radar, xác nhận mục tiêu là một tàu ngầm.
Burden R. Hastings bắt đầu săn đuổi chiếc tàu ngầm; nó bật thiết bị sonar lúc 03 giờ 44 phút và dò được tín hiệu mục tiêu lúc 03 giờ 54 phút, là một tàu ngầm đang di chuyển chậm ở khoảng cách 1.700 yd (1.600 m). Sau lượt tấn công đầu tiên bằng súng cối chống tàu ngầm Hedgehog không có kết quả, nó tiếp tục tấn công lượt thứ hai sau khi dò lại được tín hiệu sonar. Một tiếng nổ lớn dưới nước cùng những vệt phát quang trên mặt nước xác nhận lượt tấn công bằng Hedgehog thứ hai có kết quả. Nó tiếp tục đi ngang qua vị trí chiếc tàu ngầm và thả thêm bốn quả mìn sâu, năm giây sau khi quả mìn thứ tư nổ dưới nước, một vụ nổ dưới nước khác dữ dội hơn xảy ra, hậu quả khiến làm hỏng con quay la bàn của Burden R. Hastings cùng nhiều hư hỏng nhẹ khác khắp con tàu. Việc tiếp tục tìm kiếm trong đêm không mang lại kết quả, và đến bình minh họ phát hiện nhiều mảnh vỡ cùng một vệt dầu loang. Dấu hiệu trên một hộp chứa phụ tùng thu được xác định nạn nhân của nó là chiếc tàu ngầm Nhật Bản RO-44; và việc hồi cứu những tài liệu Hải quân Nhật Bản sau chiến tranh cũng xác nhận chiến công này. Đến 19 giờ 00 ngày 16 tháng 6, Burden R. Hastings tiếp tục hành trình đi Trân Châu Cảng, đến nơi vào ngày 22 tháng 6.
Sau khi được bảo trì cho đến ngày 4 tháng 7, trong ba ngày tiếp theo Burden R. Hastings tháp tùng bảo vệ cho Ommaney Bay (CVE-79) khi chiếc tàu sân bay hộ tống hoạt động huấn luyện chuẩn nhận phi công tàu sân bay tại khu vực quần đảo Hawaii. Vào ngày 9 tháng 7, nó cùng bốn tàu hộ tống khu trục khác rời Trân Châu Cảng để hộ tống một đoàn tàu chở quân lớn đi sang Eniwetok. Đi đến đảo san hô này vào ngày 17 tháng 7, nó rời khu vực ngay ngày hôm đó để quay trở lại vùng biển cùng thiết giáp hạm North Carolina (BB-55), tàu sân bay hạng nhẹ Bataan (CVL-29), tàu sân bay hộ tống Windham Bay (CVE-92) và tàu chở quân Hugh L. Scott (AP-43). Về đến Trân Châu Cảng vào ngày 23 tháng 7, con tàu chuyển sang phục vụ cùng Tư lệnh Huấn luyện Tàu ngầm, Hạm đội Thái Bình Dương vào ngày hôm sau. Nó hộ tống cho chiếc SS Philippa lên đường đi San Francisco vào ngày 23 tháng 8, và sau khi đến nơi vào ngày 31 tháng 8, nó chất dỡ đạn dược rồi đi đến Xưởng hải quân Hunters Point để được đại tu.
Hoàn tất công việc trong xưởng tàu vào ngày 26 tháng 10, Burden R. Hastings tiếp nhận đạn dược và tiến hành chạy thử máy trong những ngày tiếp theo. Nó lên đường đi sang Hawaii vào ngày 6 tháng 11 trong thành phần một đoàn tàu gồm 16 tàu vận tải, và đi đến Trân Châu Cảng mười ngày sau đó. Sau khi được bảo trì, nó lên đường hướng sang khu vực quần đảo Marshall vào ngày 26 tháng 11, đi đến Eniwetok vào ngày 4 tháng 12, và tiếp tục hộ tống các đoàn tàu vận tải đi lại giữa Eniwetok và Ulithi thuộc khu vực Tây Carolines vào tháng 12, 1944 và phần lớn tháng 1, 1945.

### 1945
Trong khi Burden R. Hastings đang neo đậu tại Ulithi vào ngày 12 tháng 1, 1945, tàu ngầm Nhật I-36 đã tấn công tàu bè trong vũng biển bằng ngư lôi có người lái kaiten tự sát. Lúc 06 giờ 54 phút sáng, một quả ngư lôi đã đánh trúng và gây hư hại chiếc tàu chở đạn Mazama (AE-9) đang thả neo rtong vũng biển. Cho rằng cuộc tấn công được thực hiện bởi tàu ngầm bỏ túi, tất cả các tàu chống ngầm, kể cả Burden R. Hastings, được huy động vào việc truy tìm cho đến xế chiều nhưng không có kết quả. Hai tuần sau đó, phần đuôi của quả ngư lôi kaiten mới bị sóng đánh dạt lên bờ biển của vũng biển.
Rời khu vực quần đảo Marshall vào ngày 24 tháng 1, Burden R. Hastings hộ tống cho chiếc SS Afoundria ghé đến Roi, Kwajalein và Majuro, nơi chiếc tàu chở quân đón binh lính để vận chuyển đến Hawaii. Về đến Trân Châu Cảng vào ngày 2 tháng 2, trong bốn tháng tiếp theo nó hoạt động huấn luyện cùng các tàu sân bay và tàu ngầm, phục vụ canh phòng máy bay để chuẩn nhận phi công tàu sân bay và thực hành chống tàu ngầm tại vùng biển Hawaii Trong giai đoạn này nó đã cứu vớt nhiều phi công bị rơi máy bay trong quá trình huấn luyện. Con tàu rời Trân Châu Cảng vào ngày 22 tháng 6 trong thành phần Đội hộ tống 10 để hộ tống một đoàn tàu vận tải đi sang quần đảo Marshall, và sau khi đi đến Eniwetok vào ngày 30 tháng 6, nó tiến hành một loạt các chuyến hộ tống vận tải giữa Eniwetok và Ulithi. Nhiệm vụ này kéo dài cho đến tháng 7 và đầu tháng 8, và đang khi từ Ulithi quay trở về Eniwetok vào ngày 14 tháng 8, nó nhận được tin tức về việc Nhật Bản chấp nhận đầu hàng kết thúc cuộc chiến tranh.
Đi đến Eniwetok vào ngày 17 tháng 8, Burden R. Hastings neo đậu tại đảo san hô này trong gần một tháng tiếp theo, cho đến khi nhận được lệnh điều động quay trở về Hoa Kỳ. Nó cùng tàu chị em Wileman (DE-22) và hai tàu hộ tống khu trục khác khởi hành đi Kwajalein vào ngày 11 tháng 9, sáp nhập cùng các tàu khác của đội hộ tống tại đây, và rời khu vực quần đảo Marshall vào ngày 14 tháng 9 để quay trở lại Hawaii. Đi đến Trân Châu Cảng năm ngày sau đó, nó tiếp tục hành trình quay về vùng bờ Tây, đi đến San Pedro, California vào ngày 29 tháng 9 và trình diện cùng Tư lệnh Quân khu Hải quân 11. Con tàu được cho xuất biên chế tại Terminal Island, California vào ngày 25 tháng 10, 1945; và tên nó được cho rút khỏi danh sách Đăng bạ Hải quân vào ngày 13 tháng 11, 1945. Nó bị bán cho hãng National Metal and Steel Corp. tại Terminal Island vào ngày 1 tháng 2, 1947 để tháo dỡ.

## Phần thưởng[2]
|  |                                                       |  |
|  | Bronze star · Bronze star · Bronze star · Bronze star |  |

| Dãi băng Hoạt động Tác chiến (truy tặng) |                                                                         |                                                                         |                                      |
| Huân chương Chiến dịch Hoa Kỳ            | Huân chương Chiến dịch Châu Á-Thái Bình Dương với 4 Ngôi sao Chiến trận | Huân chương Chiến dịch Châu Á-Thái Bình Dương với 4 Ngôi sao Chiến trận | Huân chương Chiến thắng Thế Chiến II |